# AS-90
AS-90 — британская самоходная артиллерийская установка (САУ) класса самоходных гаубиц.
Создана фирмой «Виккерс» в 1981—1986 годах и предназначалась для замены как устаревших британских САУ «Эббот», так и САУ M109 производства США. В ходе серийного производства с 1992 по 1995 год, было выпущено 179 AS-90, не считая прототипов.
AS-90 сменили в Британской армии все остальные типы артиллерии, как самоходные так и буксируемые, за исключением лёгких буксируемых гаубиц L118 и РСЗО и применялись ими в бою в ходе Иракской войны.
Лицензионное производство башни от AS-90 осуществляется в Польше, она устанавливается на САУ AHS Krab (имеющую иные шасси и орудие).

## Описание конструкции

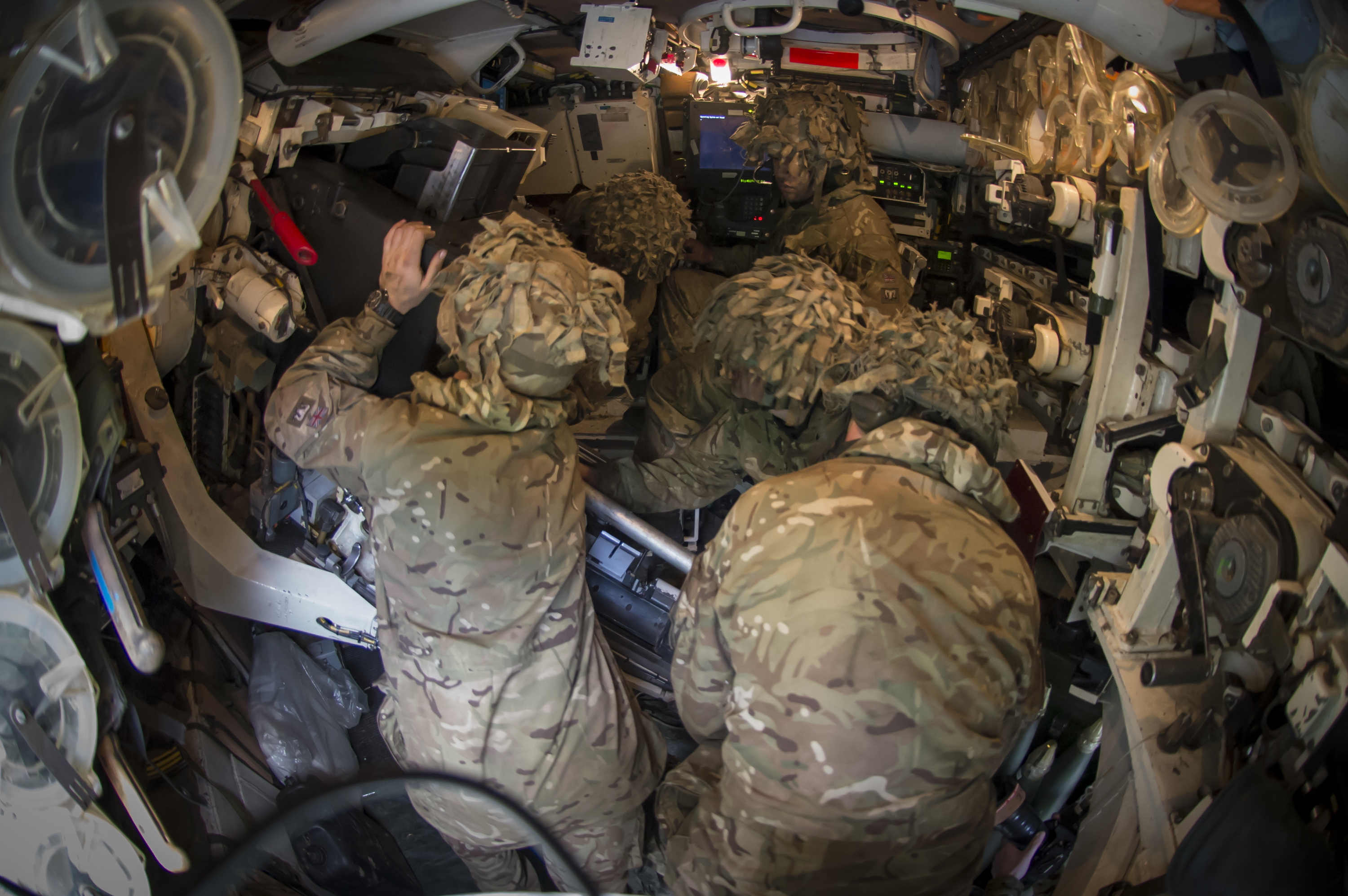
Экипаж AS-90 во время боевых стрельб

Самоходная артиллерийская установка на гусеничном шасси с вращающейся башней.
Корпус и башня выполнены из 17-мм стальной брони
Вооружение: 155-мм орудие компании BAE Land Systems (длина ствола 39 клб). Орудие оснащено эжектором и дульным тормозом. Привод наведения — электрический. Для автономной работы артиллерийских систем имеется вспомогательный дизельный двигатель.
Применяются все стандартные боеприпасы НАТО калибра 155 мм, в том числе с корректируемой траекторией.
Силовая установка: дизельный двигатель VTA-903T-660 компании Cummins (США), автоматическая трансмиссия LSG 2000 немецкой фирмы Renk.

## На вооружении
- Великобритания — 57 единиц на вооружении по состоянию на 2024 год[1].
- Украина — 20 единиц на вооружении по состоянию на 2024 год[2]. Находятся на вооружении 3-й ошбр[3]. По состоянию на сентябрь 2024 года Великобританией было передано Украине 50 единиц AS-90, ещё 10 запланировано к передаче[4].

## Модификации
- AS-90 — базовая модификация
- AS-90D — модификация, приспособленная для действий в пустынных условиях, не вышла за стадию прототипа
- AS-90 Braveheart — вариант AS-90D с удлинённым до 52 калибров стволом орудия. Серийно не производился.

## Характеристики
- Экипаж: 5
- Длина, м: 9,07
- Ширина, м: 3,3
- Высота, м: 3
- Бронирование, мм: 17
- Масса, т: 45
- Калибр главного орудия, мм: 155
- Дальность стрельбы ОФС: 24,9 км (39 клб), 30 км (52 клб)
- Скорострельность: максимальный темп: 3 выстрела за 10 секунд; средний темп: 2 выстрела в минуту в течение 60 минут.
- Вспомогательное вооружение: 7,62-мм пулемёт L7
- Боекомплект: 48 снарядов и картузных зарядов (31 в башне и 17 в корпусе.
- Двигатель: дизельный Cummins VTA903T (660 л/с, V8, 4-х тактный, жидкостное охлаждение, турбонаддув)
- Преодоление преград: брод 1,5 м; ров 2,8 м; градиент 60°
- Дорожный просвет, м: 0,41

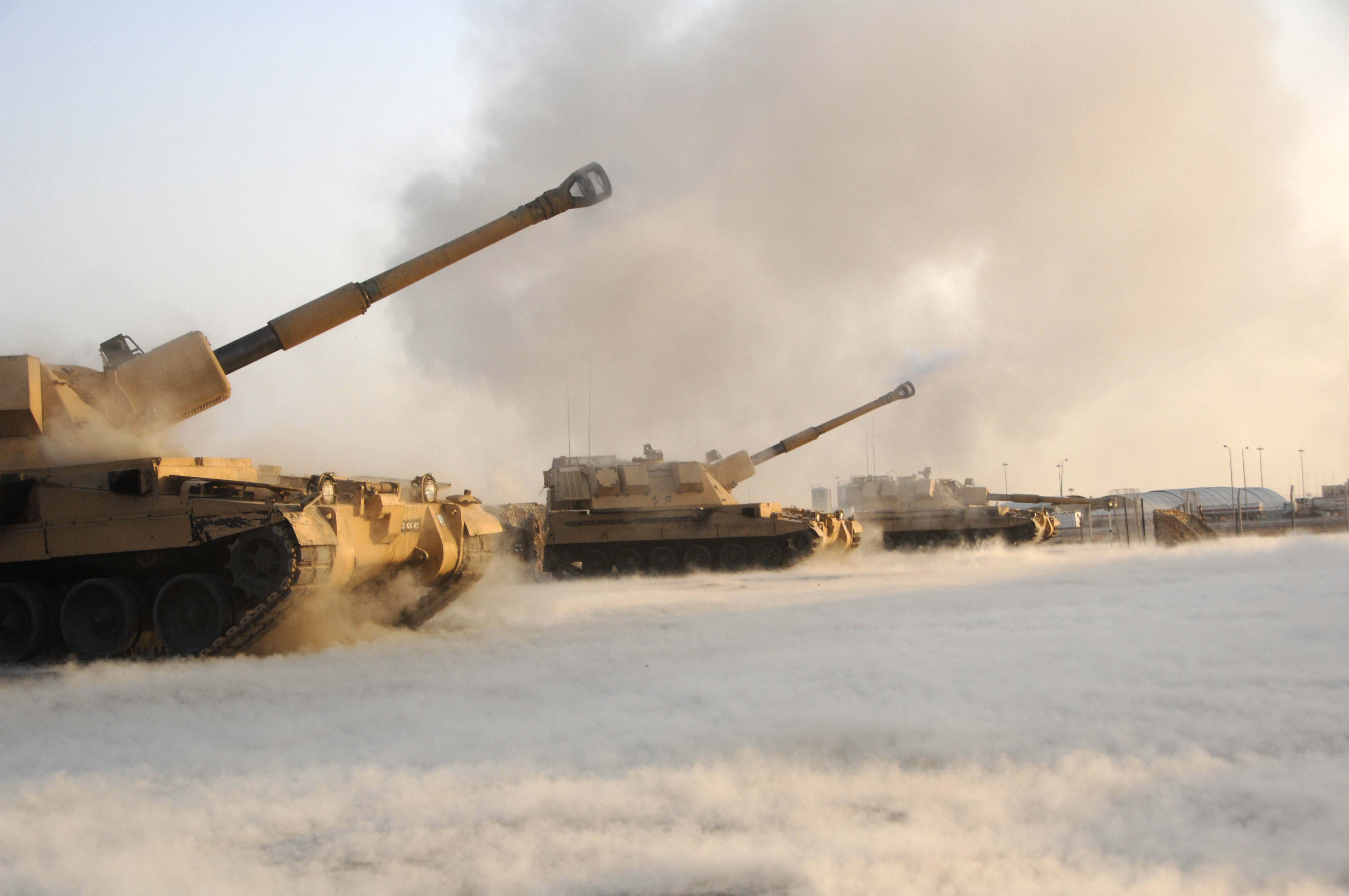
Британские войска передислоцировались из Эстонии в Латвию для учений. В огневой подготовке приняли участие танки Challenger 2, САУ AS-90 20-й мехбр.
- AS-90 в Ираке, 2008 год

|                                            | 2С19М2 «Мста-С» | M109A7 | PzH 2000 | AMX AuF1T | AS90 «Braveheart» |
| ------------------------------------------ | --------------- | ------ | -------- | --------- | ----------------- |
| Внешний вид                                |                 |        |          |           |                   |
| Год принятия на вооружение                 | 2012            | 2016   | 1998     | 1988      | 1998              |
| Боевая масса, т                            | 43,24           | 36,2   | 55,0     | 43,0      | 45,0              |
| Экипаж                                     | 5               | 4      | 3+2      | 4         | 5                 |
| Калибр пушки, мм                           | 152             | 155    | 155      | 155       | 155               |
| Длина ствола, калибров                     | 47              | 39     | 52       | 39        | 52                |
| Боекомплект пушки, выстрелов               | 50              | 39     | 60       | 42        | 48                |
| Максимальная дальность стрельбы ОФС, км    | 24,7            | 22     | 30       | 23        | 30                |
| Максимальная дальность стрельбы АР ОФС, км | 29              | 30     | 40       | 28        | 40                |
| Максимальная скорострельность, выстр./мин  | 10              | 6      | 8-10     | 8         | 6                 |
| Мощность двигателя, л. с.                  | 780             | 675    | 986      | 720       | 660               |
| Максимальная скорость, км/ч                | 60              | 61     | 60       | 60        | 53                |
| Запас хода по шоссе, км                    | 600             | 300    | 420      | 450       | 420               |

|                                            | Пальмария | K9 Thunder | SSPH Primus | PLZ-45 | PLZ-05 | Тип 99 |
| ------------------------------------------ | --------- | ---------- | ----------- | ------ | ------ | ------ |
| Внешний вид                                |           |            |             |        |        |        |
| Год принятия на вооружение                 | 1982      | 1998       | 2002        | 1997   | 2007   | 1999   |
| Боевая масса, т                            | 46,0      | 47,0       | 28,3        | 33,0   | 35,0   | 40,0   |
| Экипаж                                     | 5         | 5          | 4           | 5      | 5      | 4      |
| Калибр пушки, мм                           | 155       | 155        | 155         | 155    | 155    | 155    |
| Длина ствола, калибров                     | 41        | 52         | 39          | 45     | 52     | 52     |
| Боекомплект пушки, выстрелов               | 30        | 48         | 26          | 30     | 30     | 30     |
| Максимальная дальность стрельбы ОФС, км    | 24,7      | 30         | 19          | 24     | 39     | 30     |
| Максимальная дальность стрельбы АР ОФС, км | 30        | 40         | 30          | 39     | 52     | 38     |
| Максимальная скорострельность, выстр./мин  | 4         | 6-8        | 6           | 4-5    | 8      | 6      |
| Мощность двигателя, л. с.                  | 750       | 1000       | 550         | 520    | 520    | 600    |
| Максимальная скорость, км/ч                | 60        | 67         | 50          | 55     | 55     | 60     |
| Запас хода по шоссе, км                    | 500       | 480        | 350         | 550    | 550    | 300    |

Сноски
1. ↑  дальность стрельбы снарядом XM982 составляет до 40 км
2. ↑  дальность стрельбы снарядом V-LAP составляет до 56 км